# Szilárdtestfizika

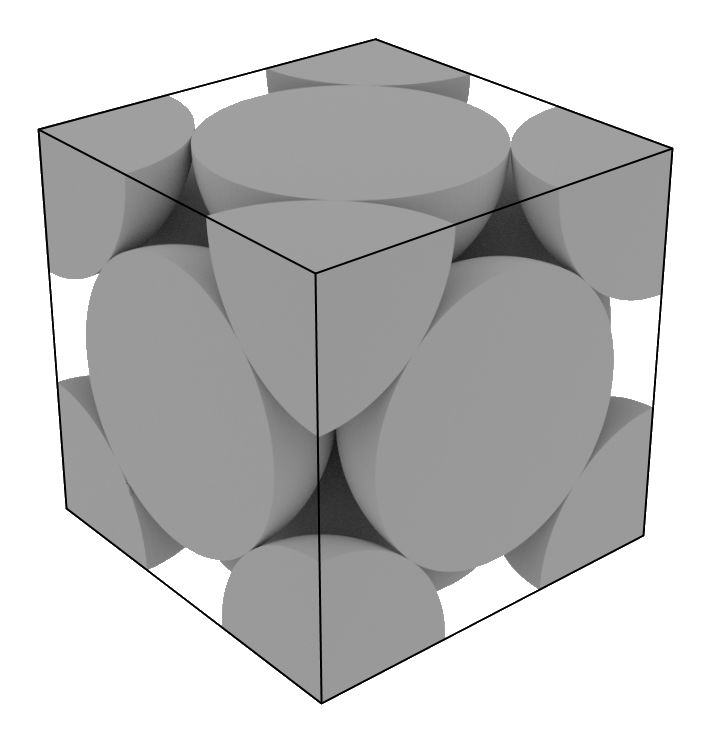
Lapcentrált köbös rács elemi cellája.

A szilárdtestfizika a kondenzált anyagok fizikájának egyik ága, a szilárd anyagok tanulmányozásának tudománya, melynek legáltalánosabb elméleti és gyakorlati eszközei a kvantummechanika és a kristálytan. A szilárd anyag makroszkopikus elektromos, mechanikai tulajdonságait magyarázza az azt felépítő atomok elemi tulajdonságaiból és az anyag szerkezetéből kiindulva. A kristályrácsban található atomok periodicitása miatt olyan modellek alkothatók, melyekben a tömbi anyag sok tapasztalt jellemzője (többek között elektromos, mágneses, mechanikai, optikai, spintronikai stb. szempontok szerint) megmagyarázható.
A szilárdtestfizika adja az anyagtudomány elméleti hátterét, melynek számos gyakorlati alkalmazása van például a félvezetőiparban, és a nanotechnológiában.

## Történet
Az anyagok vizsgálatának története régi múltra nyúlik vissza, azonban szilárdtestfizikáról, mint tudományterületről csak az 1940-es évektől beszélhetünk. Tekinthetjük a szilárdtestfizika kezdőpontjának az Amerikai Fizikai Társaság DSSP (Department of Solid State Physics) osztályának létrejöttét, melyet azért hoztak létre, hogy ipari eredmények kellő elméleti hátterét alkossa meg és további alkalmazásoknak nyisson utat.
A második világháború után Európa is bekapcsolódott a szilárdtestfizikai kutatásokba, főleg Anglia, Németország és a Szovjetunió részvételével.

## A szilárdtestfizika témái

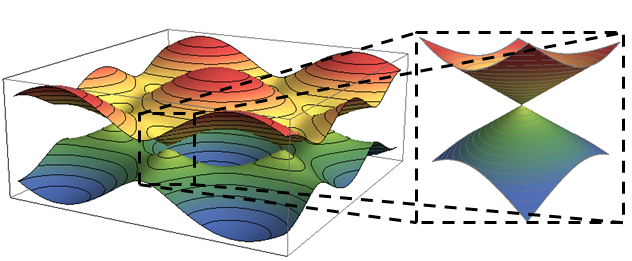
A grafén Brillouin-zónája körüli háromdimenziós sávdiagram. A Brillouin-zóna K-pontjában a vegyértéksáv és a vezetési sáv összeér, mely az anyagnak félfémes jelleget ad.

A szilárdtestfizika témakörébe egymáshoz kisebb-nagyobb mértékben kötődő fizikai modellek tartoznak, melyek közös vonása hogy alapjukat jellemzően kvantummechanikai elvek adják és következtetéseik az anyagtudományban nyerhetnek alkalmazást.

### Rácsrezgések szilárdtestekben
A szilárdtestfizika egységes elméletet biztosít a rácsban terjedő akusztikus és optikai rezgések leírására. A rácsrezgések klasszikus leírása több ponton eltér a tapasztalatoktól (például a szilárdtest fajhőjének hőmérsékletfüggését illetően), a kvantummechanikai elveken alapuló Einstein-modell és Debye-modell pontosabb képet szolgáltat. A fononok, azaz a rácsrezgés kvantumainak koncepciója bevezetésével lehetővé válik, hogy egy elméletben írjuk le a rácsban többek között a termikus és diffúziós jelenségeket, a szóródási folyamatokat és az elektromágneses térrel való kölcsönhatásokat.

### Szilárdtestek elektronszerkezete

Példa egykristály, polikristályos és amorf szerkezetre. A kémiai összetétel mellett a szerkezeti jellemzők is nagyban befolyásolhatják az anyag tömbi viselkedését.

A szilárdtestfizika alapjait a kvantummechanika Schrödinger-féle formalizmusa alkotja. A szabad atomok körüli potenciáltér az elektronok számára diszkrét energianívókat ad, melyek az elektronok számára megengedett és tiltott energiasávokká alakulnak, ahogy az atomok egymáshoz közel kerülve egymás potenciálterébe érnek. A pusztán egy atomhoz tartozó elektronok, ahogy "érezni kezdik" a rács más atomjaihoz tartozó elektronok hatását, úgy rendeződnek át, hogy ne sértsék a Pauli-elvet.
A Bloch-tétel, amely leírja a sávelektronok hullámfüggvényét periodikus potenciálban, igen fontos kiindulópontja az elméleteknek. A Bloch-tétel csak periodikus potenciálokra érvényes, de az atomok folyamatos, véletlenszerű mozgása a kristályrácsban megtöri ezt a periodicitást. Ugyanígy az anyag más eredetű inhomogenitásai, például szennyezők az anyagban, rácshibák, külső hatások szintén eltéréseket okozhatnak egy leegyszerűsített elmélettől, ezért a szilárdtestfizika kísérletet tesz ezek leírására is.

### Szerkezetfüggő jelenségek
Általános tapasztalat, hogy az anyagok tömbi viselkedését nem egyedül az határozza meg, hogy kémiai összetételük milyen, hanem egyes esetekben nagyon fontos lehet az anyag építőköveinek rendeződési elve, például hogy az adott anyag milyen kristályrácsban kristályosodik. A szilárdtestfizika magyarázatot ad arra, hogy miért különböznek az jellemzői a gyémántnak, a grafitnak, a grafénnek, a szén nanocsőnek és egyéb fulleréneknek annak ellenére hogy mind csupán szén atomokból állnak, egymás allotrópjai.
Az alacsony dimenziós szilárdtestek (olyan testek, melyeknek legalább egy kiterjedése esik az atomi méretskála közelébe) a méretüknek köszönhetően különleges tulajdonságúak. A nagy felület-térfogat arány következtében felerősödnek a felületi jelenségek (pl szén nanocsövek esetén már nem is beszélhetünk tömbi anyagról, az egész szerkezet tulajdonságait nagyban befolyásolja a csőfal viselkedése). Ha a szerkezet egyes méretei elérik a rendszer fizikai leírásánál alkalmazott modellbeli hullámhosszakat (például ha egy nanoszalag szélessége összemérhető a benne található sávelektronok hullámhosszával) akkor mezoszkopikus jelenségeket, például kvantumbezárást tapasztalunk. Sok félvezető anyag esetén bizonyos alacsony dimenziós szerkezetben ez szobahőmérsékleten is bekövetkezik, részben ez az oka annak, hogy a félvezető nanoszerkezetekre nagyon sok gyakorlati alkalmazást találunk. Az ilyen szerkezetekkel a nanotechnológia és a felületfizika foglalkozik.

## A szilárdtestfizika kísérleti módszerei
Mivel a szilárdtestfizika az anyagtudomány elméleti hátteréül szolgál, nagyban támaszkodik annak kísérleti eredményeire, a szilárdtestfizikai kutatásokban sok anyagtudományos vizsgálati módszert alkalmaznak. Oly sok módszer és eljárás ismert, hogy felsorolásuk nem lehetséges, de néhány alapvető kategória megadható. A legtöbb vizsgálati módszert az alábbi négy kategóriába sorolhatjuk:
- Diffrakciós módszerek. Ezen eljárások során az anyagjellemzőket szóródási folyamatokon alapuló jelenségekből nyerik. Ilyen például a röntgendiffrakciós krisztallográfia (XRD), illetve ennek egy gyakori speciális módszere, a Laue-szórás, továbbá a felületérzékeny kisenergiás és nagyenergiás elektron-visszaszórás (rövidítésük rendre LEED[8] illetve RHEED[9]), a Rutherford-visszaszórás spektroszkópia (RBS), a neutronszórás stb.
- Mikroszkópi módszerek. A mikroszerkezetek vizsgálata hagyományos fénymikroszkóppal is lehetséges, azonban a nanoszerkezetek és az atomi méretskála már más módszereket tesz szükségessé, ugyanis a fénymikroszkópokra vonatkozó diffrakciós határ korlátozza a felbontóképességet. A szilárdtesteket felépítő atomok jellemző távolsága a szerkezetben 0,1-1 nm körüli, így ha a mikroszkópban alkalmazott vizsgáló nyaláb hullámhosszát jóval ez alá csökkentjük, a leképezés lehetségessé válik. Ezt alkalmazzuk a pásztázó elektronmikroszkópokban (SEM), illetve a transzmissziós elektronmikroszkópokban (TEM),[10] ugyanis az elektronok hullámhossza jóval kisebb, mint a fénymikroszkópokban alkalmazott fotonoké. A speciális kialakítású és célú mikroszkópok között megemlítendő a fáziskontraszt-mokroszkóp, illetve a konfokális mikroszkóp. További mikroszkópi módszerek a felület letapogatásán alapuló mérések, például a pásztázó alagútmikroszkóp (SEM),[11][12][13] az atomerő-mikroszkóp (AFM),[14] illetve ezek számtalan változata.
- Spektroszkópiai módszerek. A spektroszkópiai eljárások az anyag egy tulajdonságának energiafüggését jellemzik, például hogy a rávetített fény- vagy részecskenyaláb milyen energián milyen jellegzetességeket mutat. A spektroszkópia általában a beeső nyalábnak a vizsgált próbatesten való reflexióját, abszorpcióját, transzmisszióját, szóródását stb. veszi figyelembe. A spektrális információkból gyakran anyagösszetételre, illetve felületi vagy tömbi jellemzőkre következtethetünk. Gyakori példák a Raman-spektroszkópia,[15] az infravörös spektroszkópia,[15] Spektroszkópiai ellipszometria (SE),[16] Röntgen-fotoelektron spektroszkópia (XPS),[17][18] Auger-spektroszkópia (AES),[18][19] szekunderion-tömegspektrometria (SIMS),[20] Mössbauer-spektroszkópia,[21] elektronspin-rezonancia spektroszkópia (ESR),[22][23] továbbá ide sorolhatók még bizonyos nukleáris méréstechnikai eljárások is, mint például a mágneses magrezonancia spektroszkópia (NMR-spektroszkópia),[24] vagy a neutronaktivációs analízis (NAA)[25] stb.
- Transzportmérések. Ezek kontakt, vagy érintésmentes eljárások, melyek során az anyag jellemzőit úgy mérjük, hogy benne elektromos vagy más transzportfolyamatot indukálunk, melyet az anyag lokális vagy globális jellemzői befolyásolnak. Ezekre egyszerű példa a kétpont- vagy négypont-ellenállásmérés,[26] illetve a van der Pauw-módszer,[27][28] de ide sorolhatók a C-V mérések,[29] a Hall-mobilitás mérése,[28][30] a töltéshordozó-élettartam mérése,[31][32] vagy a négyzetes ellenállás[26] (sheet resistance) mérése.

Természetesen léteznek további, esetleg a fenti csoportosításba nem illeszthető méréstechnikai eljárások, illetve olyanok is, melyek több kategóriába is sorolhatók. Például transzmissziós elektronmikroszkóp segítségével mikroszkópi leképezésre és elektron spektroszkópiai, vagy diffrakciós mérésre is lehetőségünk van, az AFM pedig lehetőséget ad a felületi elektronállapot-sűrűség spektroszkópiai vizsgálatára.